# Eugenio Battisti
Eugenio Battisti (Torino, 14 dicembre 1924 – Roma, 17 ottobre 1989) è stato un critico d'arte, storico dell'arte e storico dell'architettura italiano.

## Biografia
Laureatosi in Filosofia a Torino, i suoi studi hanno spaziato verso molteplici campi. Allievo di Lionello Venturi, si è dedicato allo studio delle teorie dell'arte, della comunicazione non verbale e retorica visiva, e in particolare, allo studio del Rinascimento con numerosi saggi, dal fondamentale L'Antirinascimento (1962) alle monografie sulle grandi personalità dell'arte, da Giotto (1960) a Filippo Brunelleschi (1976). Non ha per questo tralasciato l'attività di critico militante dedicandosi anche in prima persona all'organizzazione di numerose esposizioni d'arte contemporanea.
I suoi primi interessi si rivolgono al teatro. Dagli anni cinquanta inizia a occuparsi di critica d'arte e di architettura.
Nei primi anni sessanta insegna Storia dell'arte presso l'Università degli Studi di Genova.
Qui si inserisce nell'ambiente culturale e fonda, nel dicembre del 1963, il Museo Sperimentale d'Arte Contemporanea: si tratta di un'esposizione costituita dalle donazione gratuite di un centinaio di artisti. La sede è dapprima il ridotto del Piccolo Teatro e quindi si sposta, nel 1964, al Teatro del Falcone.
Nello stesso periodo fonda la rivista Marcatré, il cui primo numero esce nel novembre 1963 per i tipi dell'editore Vittone di Genova. Legata agli ambienti del Gruppo 63, la rivista ha una cadenza mensile ed è divisa in settori, letteratura, architettura, musica ecc. Del comitato direttivo fanno parte, tra gli altri, il critico d'arte Gillo Dorfles, il poeta Edoardo Sanguineti, il semiologo Umberto Eco, lo storico dell'architettura Paolo Portoghesi, e il critico d'arte Enrico Crispolti.
Ben presto l'esperienza accademica genovese di Eugenio Battisti si interrompe e con essa anche i suoi progetti nel capoluogo ligure: la collezione del Museo d'arte contemporanea viene trasferita alla Galleria civica d'arte moderna e contemporanea di Torino e, con il sesto numero, nel maggio 1964, Marcatré  passa all'editore Milanese Lerici.
Nel 1977 è il presidente della neonata SIAI - Società Italiana per l'Archeologia Industriale, fondata insieme a Bruno Corti.
Continua la sua attività di storico dell'arte e dell'architettura tra l'Europa e gli Stati Uniti, insegnando presso: la Pennsylvania State University, la University of North Carolina, le Università di Reggio Calabria, Milano, Firenze e, quindi, presso l'Università di Tor Vergata a Roma, dove diventa ordinario di Storia dell'Architettura.
Nel 1987 è ideatore del progetto Critic Art Data, per la compilazione di una banca dati di cataloghi di mostre di arte contemporanea.
Dopo la sua morte gli viene intitolato il Museo dell'industria e del lavoro di Brescia, quale riconoscimento alla sua attività di studioso della modernità in generale e come iniziatore, in Italia, degli studi di archeologia industriale in particolare. A Sansepolcro, città della quale fu eletto cittadino onorario a motivo dei suoi studi su Piero della Francesca, è dedicata a suo nome una strada nel quartiere Triglione, alla periferia nord.

## Opere
Saggi in volume
- Contributo ad un'estetica della forma, Università di Torino, 1953.
- Rinascimento e Barocco, Torino, Einaudi, 1960.
- Giotto, A.Skira, Genève, 1960.
- L'Antirinascimento, con una appendice di manoscritti inediti, Milano, Feltrinelli, 1962.
- Cimabue, Istituto Editoriale Italiano, Milano 1963.
- Velázquez, Arti Grafiche Ricordi, Milano, 1964.
- Premessa a Michelangelo scultore, (a cura di), Roma, Curcio Editore, 1964.
- L'arte come invenzione, (a cura di), Milano, Bompiani, 1969.
- L'albero solitario. Arte e politica USA 1870/1970. Antologia di testi USA a cura di Eugenio Battisti e Leona Vitello, traduzione e introduzione di Mario Biondi, Guaraldi, Firenze, 1971.
- Piero della Francesca, Istituto Editoriale Italiano, Milano, 1971.
- San Leucio come utopia. e Vicende del programma italiano, Facoltà di architettura, Politecnico di Milano, Milano 1973.
- La casa povera. La casa Americana, Milano, Facoltà di architettura. Politecnico di Milano, 1974.
- Filippo Brunelleschi, Electa, Milano, 1976 ried. Mondadori- Electa, Milano, 1989 ISBN 8843527894
- Problemi brunelleschiani: Sagrestia Vecchia e San Lorenzo, (a cura di), Accademia Nazionale di San Luca, s.l. Roma, 1977.
- In luoghi di avanguardia antica. Da Brunelleschi a Tiepolo, Casa del Libro, Reggio Calabria, 1979.
- La Cappella Sistina, Istituto Geografico De Agostini, Novara, 1983.
- Le Macchine Cifrate di Giovanni Fontana, (con Giuseppa Saccaro), Arcadia, Milano, 1984.
- Iconologia ed ecologia del giardino e del paesaggio, (a cura di Giuseppa Saccaro) Leo S. Olschki, Firenze, 2004

Cataloghi di mostre
- Mostra di Pablo Picasso, Catalogo ufficiale a cura di Lionello Venturi, con la collaborazione di Eugenio Battisti e Nello Ponente, De Luca, Roma, 1953.
- La pittura italiana fino alla seconda guerra (catalogo della mostra), Roma, La Bussola, 1957.
- Presentazione alla prima mostra personale di Alessandro Trotti, in Notiziario, n. 14, La Medusa, Roma, maggio 1959.
- Hogarth incisore, Catalogo della mostra, Roma 12 dicembre 1961 - 10 gennaio 1962, Ed. Romero, Roma, 1961.
- Introduzione, a Mastroianni, Catalogo della Mostra, De Luca, Roma, 1961.
- Psicologia, iconologia e la moda del simbolo, in Alternative attuali. Omaggio a Burri. Retrospettiva antologica, 1948-1961, a cura di Antonio Bandera e Enrico Crispolti, Edizioni dell'Ateneo, Roma, 1962.
- I Mostra Antologica del Museo d'arte contemporanea, Genova, Galleria d'arte del Teatro Stabile di Genova, 1963-1964.
- De Laurentiis, in Arte Oggi, 5, n. 15-16, gennaio-giugno 1963.
- Presentazione a Eugenio Carmi, Catalogo della Mostra Personale, Galleria del Naviglio, Milano, 23 febbraio - 4 marzo 1963.
- De Laurentiis, presentazione della mostra alla Galleria Pater, Milano, 13 aprile 1963.
- Presentazione al Gruppo “Tempo 3”, mostra alla Galleria XXII Marzo, Venezia, 22 agosto-4 settembre 1963.
- Presentazione alla Mostra Antologica di Guido La Regina al Musée Sursock, Beyrouth, 1963, De Luca, Roma, 1963.
- Attualità di Hogart, presentazione della "Mostra di Hogart", Circolo Italsider, Novi Ligure, 1-15 febbraio 1964.
- Presentazione della Settimana dei Musei, Mostra antologica del Museo d'Arte Contemporanea, Galleria d'Arte del Teatro Stabile di Genova, 24 marzo-12 aprile 1964.
- Presentazione della mostra Art Nouveau, Liberty, Jugend Stil: grafica e illustrazione, Libreria Einaudi, Roma, 12-25 maggio 1964.
- Presentazione alla mostra di Alberto Moreschini, Galleria Vismara, Milano, 7-20 marzo 1967.
- Presentazione a John Cook, Sculpture, catalogo della mostra alla Pennsylvania State University, Visual Art Building, University Park, 1975.
- Presentazione alla mostra Confronto con le avanguardie. Rassegna d'arte figurativa immanente, Galleria 8G, Ascoli Piceno, 17-22 gennaio 1977.
- Newamericans. Nuove tendenze dell'architettura americana, catalogo a cura di E. Battisti, Provincia e Comune di Roma, The Pennsylvania State University, Department of Art History e Department of Architecture, Roma, 3 luglio – 3 agosto 1979.
- Presentazione a U. M. Casotti, Pitture per grandi spazi, Vicenza, Chiesa di San Giacomo, 5-19 aprile 1979.
- A pesca di eversioni, presentazione alla Mostra The New Americans, Palazzo Reale, Milano, 19 febbraio-2 marzo 1980.
- David Rubello. Paintings and Photographs, Catalogo della mostra personale, Kern Galleries, 5-25 aprile 1980, The Pennsylvania State University Press, University Park, 1980.
- Le utopie urbane di Maria Luisa Pignatelli, (con Giorgio Bini) Catalogo della Mostra Personale, Pinacoteca e Musei Comunali, Macerata, 5-21 novembre 1981, Coopedit, Macerata, 1981.
- In attesa di altri fantasmi, in Lucio Del Pezzo, Bomarzo, Catalogo della Mostra, Milano, 12 marzo - 12 aprile 1986, Studio Marconi, Milano, 1986.
- Jacqueline Kiang, Catalogo della Mostra, 29 marzo - 25 aprile 1986, Il Salotto, Como.
- Introduzione al Catalogo e Guida alla Mostra Il Luogo del Lavoro. Dalla manualità al comando a distanza, XVII Triennale di Milano, 16 maggio - 30 settembre 1986 Milano, Electa, 1986.
- Angelo Savelli, Catalogo della Mostra della Galleria Il Salotto, Como, 17 gennaio - 26 febbraio 1988.